# Волково (Железногорский район)
Во́лково — село в Железногорском районе Курской области. Административный центр Волковского сельсовета.

## География
Расположено в 10 км к северо-востоку от Железногорска на реке Чернь. Высота над уровнем моря — 221 м.

## Транспорт
В Волково расположена одноимённая железнодорожная платформа однопутной неэлектрифицированой линии Арбузово — Орёл.

## История
Волково было основано в 1664 году комарицкими драгунами братьями Вислогузовыми на месте Волковой пустоши на реке Чернь в Речицком стане Кромского уезда. В 1681 году братья переселились в Рыльский уезд и основали там деревню с таким же названием — нынешнее село Волково в Конышёвском районе.
В 1680-е годы Волково становится вотчиной Московского Новодевичьего монастыря. В 1689 году Севскому воеводе Василию Ивановичу Логовчину было указано «строить и призирать вотчину Новодевичьего монастыря – деревню Волкову с деревнями и за служками смотреть». С этого времени здесь начинается активное строительство и заселение. На рубеже 1680-х — 1690-х годов здесь был построен православный храм, освящённый в честь Рождества Пресвятой Богородицы и Волково становится селом.
Волковские крестьяне принадлежали Новодевичьему монастырю до секуляризации церковных земель в 1764 году. После этого они были причислены к разряду экономических (государственных) крестьян и ни к кому из помещиков не принадлежали, а налоги платили непосредственно в государственную казну. Вплоть до начала XX века местные жители называли именовали себя «монастырскими», а здешнюю местность — «монастырщиной». 
С 1782 года село в составе Дмитровского уезда.
В 1853 году в Волково было 133 двора, проживало 1099 человек (555 мужского пола и 544 женского).
В 1865 году в Волковском сельском училище начал преподавать заштатный священник Пётр Латоринский. В том же году на должность наставника училища был назначен Гавриил Преображенский.
В 1866 году в селе было 149 дворов, проживал 1031 человек (510 мужчин и 434 женщины). Здесь был православный храм, училище, мельница, действовали 17 маслобоен. В Волково располагалось волостное правление. К 1877 году в селе было уже 178 дворов, проживало 1097 жителей, была открыта земская школа. В 1897 году в Волково проживало 1465 человек (694 мужского пола и 771 женского).
В 1926 году в селе было 256 хозяйств (в том числе 249 крестьянского типа), проживало 1319 человек (599 мужчин и 720 женщин), действовала школа 1-й ступени, пункт по ликвидации неграмотности, красный уголок, кооперативное торговое заведение III разряда, частное торговое заведение II разряда. До 1927 года Волково было административным центром Волковской волости Дмитровского уезда Орловской губернии. С 1928 года в составе Михайловского (с 1965 года Железногорского) района Курской области. В 1937 году в селе было 233 двора. С октября 1941 года февраль 1943 года находилось в зоне немецко-фашистской оккупации. По состоянию на 1955 год в Волково находился центр колхоза «Ленинский путь».

## Храм Рождества Пресвятой Богородицы
В Волково действовал православный храм, освящённый в честь Рождества Пресвятой Богородицы. К приходу церкви, помимо жителей села, были приписаны крестьяне соседних деревень — Андреевки, Волковой Слободки, Гремячьего и Рясника.
В 1865 году в храме служили священники Матвей Ильинский, Ксенофонт Брянцевский и диакон Василий Наумов и другие священнослужители. В 1866 году по прошению из духовного звания был уволен сын дьячка Богородицкого храма Ильи Доброславского — Василий.
После установления советской власти храм был закрыт и до наших дней не сохранился.

## Население
| 1853 | 1866  | 1877  | 1897  | 1926  | 1979 | 2002 |
| ---- | ----- | ----- | ----- | ----- | ---- | ---- |
| 1099 | ↘1031 | ↗1097 | ↗1465 | ↘1319 | ↘545 | ↘211 |
| 2010 |       |       |       |       |      |      |
| ↘170 |       |       |       |       |      |      |

## Фамилии
В селе были распространены следующие фамилии: Бессоновы, Блиновы, Бобковы, Богомазовы, Воробьёвы, Гойдины, Гранкины, Гудовы, Доброславские, Крюковы, Кузелевы, Куляевы, Никишины, Счастливцевы, Толобаевы, Царьковы и другие.

## Улицы
В селе 4 улицы:
- Заречная
- Пионерская
- Прибалочная
- Слободка

## Памятники истории
Братская могила воинов Советской Армии, погибших в феврале 1943 года в боях с фашистскими захватчиками. Захоронено 288 человек, установлены фамилии у 118 человек. Расположена в саду школы, у здания администрации сельсовета. Скульптура установлена в 1952 году.